# Afroclanis
Afroclanis este un gen de molii din familia Sphingidae. 

## Specii
- Afroclanis calcareus - (Rothschild & Jordan 1907)
- Afroclanis neavi - (Hampson 1910)